# Gregor Mönter
Gregor Mönter (* 1967 in Köln) ist ein deutscher Comedy-Darsteller und als Coach/Dramaturg für andere Künstler tätig.

## Leben
Nach seinem Abitur 1987 in Köln begann er 1989 eine Ausbildung zum Medienassistenten in Wuppertal. 1992 absolvierte er eine weitere Ausbildung zum Editor. Er arbeitete als freiberuflicher Avid-Editor für diverse Magazinbeiträge bei RTL, WDR, VOX usw. Sein Engagement gilt besonders dem Kurzfilm.
Nachdem er 1987 erstmals im Kölner Sch. u. L. Z mit seiner „Kermit“-Puppe aufgetreten war, folgten weitere Auftritte in der Schwulen- und Lesbenszene und auf Bühnen in ganz Deutschland. Seine Heimatbühne wurde das Erste Kölner Wohnzimmertheater.
Seit einem Autounfall 2001 und der anschließenden Genesung ist Gregor Mönter verstärkt als Coach und Dramaturg für andere Künstler tätig, unter anderem für den Ausbilder Schmidt, Johann Köhnich und Dagmar Schönleber. Zusammen mit Dagmar Schönleber bildeten sie das Pärchen „Fräulein Schochz“ und „Herr Trost“ in der WDR-Sendung Stratmanns-Jupps Kneipentheater im Pott. Als Talent-Scout war er etwa für die WDR-Sendung NightWash – Comedy im Waschsalon tätig.
1996 erhielt er den Publikumspreis auf dem Kölner Kurzfilmfest für seinen Kurzfilm „Melanie und ihr Geheimnis“. 2002 gewann er gemeinsam mit Helfried, alias Christian Hölbling den Jurypreis des PRIX PANTHEON. 2003 Gewinner des Kontestes ZDF Comedy Champ.
Zu seinen Kurzfilmen gehören auch „Sexcrime“ (1988), „Melanie und ihr Geheimnis“ (1996).